# Табачники
Табачники — опустевшая деревня в Городокском районе Витебской области Белоруссии.
Находилась в 2,5 верстах к югу от современной деревни Жуково.

## История
Деревня отмечена на карте середины XIX века, в Списке населённых мест Витебской губернии 1906 года (стр.91 №19) и топографической карте начала 1980-х годов.